# Nad brzegami Srebrnego Jeziora
Nad brzegami Srebrnego Jeziora (By the Shores of Silver Lake, 1939) – powieść Laury Ingalls Wilder, z dużą dozą elementów autobiograficznych. Jest piątym tomem cyklu Domek (choć w Polsce wydanym jako czwarty, a trzeci – przez Agencję Kris). Opisuje wydarzenia lat 1879–1880.
Charles dostaje atrakcyjną ofertę pracy na kolei. Musi się jednak przenieść na Terytorium Dakoty. Rodzina opuszcza więc Walnut Grove i wyrusza w kolejną podróż.

## Książka a rzeczywistość
Powieść, choć autobiograficzna – podobnie jak pozostałe części – w wielu momentach odbiega od rzeczywistości, skracając, bądź zrezygnując całkowicie z opisu pewnych wydarzeń, łącząc inne, czy też przenosząc je w inne momenty życia pisarki.
Nie jest ona bezpośrednią kontynuacją Nad Śliwkowym Strumieniem – Laura pominęła w swoich książkach bolesny, około dwuletni okres, kiedy to na świat przyszedł jej brat Freddy. Z kilkumiesięcznym dzieckiem, Ingallsowie wyjechali z Walnut Grove w 1876 roku. Mieszkali krótko w South Troy w Minnesocie, a następnie w Burr Oak w Iowa. W tym okresie niespełna roczny Freddy zmarł, a wkrótce potem urodziła się Grace. Okres ten częściowo opisuje stworzony po latach midquel Old Town in the Green Groves Cynthi Rylant. Latem 1877, Ingallsowie powrócili do Walnut Grove przez kolejne dwa lata. Nie był to jednak dobry okres dla nich – największym nieszczęściem okazała się choroba Mary, w wyniku której stracila wzrok. Również i o tych wydarzeniach Laura nigdzie nie wspomniała.
Nad brzegami Srebrnego Jeziora rozpoczyna się ostatnimi tygodniami pobytu w Minnesocie.